# 顾骧
顾骧（1930年—2015年），中国作家、文艺理论家。

## 生平
1930年，生于江苏盐城阜宁县。
中国人民大学哲学系研究生班毕业。1944年投身抗日，参加新四军苏北文工团。历经抗日战争、人民解放战争、国统区地下斗争。先后从事新闻、出版、戏剧、文学、教育、研究等工作。1953年入党。
1983年卷入关于人性论、人道主义和异化问题的论战，后引发清除精神污染运动。
晚年在《炎黄春秋》上发表多篇文章。

## 著作
- 《晚年周扬》，2003年，文汇出版社[5]